# Johann Eleazar Zeissig
Johann Eleazar (eller Elias) Zeisig, kaldet Schönau eller Schenau, (født 7. november 1737 i Gross-Schönau ved Zittau, død 23. august 1806 i Dresden) var en tysk maler og raderer. 
Søn af en fattig linnedvæver rømte han hjemmefra til Dresden, blev skriver hos en advokat, men tog natten til hjælp til tegneøvelser, så han til sidst optogs som elev på Akademiet. Han blev elev af Silvestre og rejste på dennes tilskyndelse 1770 til Paris, hvor Silvestre fortsatte hans uddannelse, medens Zeissig på egen hånd lagde sig efter den Greuzeske manér. 1772 blev Zeissig direktør for tegneskolen ved porcelænsfabrikken i Meissen, 1774 professor ved, 1777 direktør for Akademiet i Dresden.
Zeissig malede mest portrætter og genrestykker. Til hans betydeligste værker hører: Den kurfyrstelige familie (1772) i Dresdens Galleri, der også ejer Skolepigen. I Dresdens Kreuzkirche ses Korsfæstelsen (1790). Blandt raderingerne nævnes 10 blade fra Paris’ omegn, Moritz af Sachsen m. v.